# Godin
Godin — канадский производитель музыкальных инструментов. Основное производство находится в деревне Ла Патри, Квебек. Компанию принадлежат несколько сборочных цехов — в городах Ричмонд, Квебек и Берлин в Нью-Гемпшире. Компанию также принадлежат бренд по выпуску электрогитар Richmond Guitars и бренды акустических гитар Seagull, Simon & Patrick, Norman, LaPatrie и Art and Lutherie.

## История
Компания Godin начала производить гитары в 1972 году. Основателем компании является Робер Годэн. Главный офис компании Godin Guitars находится в Монреале. 
Компания Godin производит инструменты под несколькими брендами:
• Norman: производит акустические гитары начального и среднего уровня
• Art & Lutherie: производит бюджетные гитары начального уровня
• Simon & Patrick: производит акустические гитары среднего и высшего ценового диапазона со стальными струнами
• La Patrie: производит классические гитары
• Seagull: выпускает акустические гитары начального и среднего уровня
• Godin: выпускает электрогитары среднего и высшего ценового сегментов, изготавливающиеся из высококачественного дерева, добывающегося в северо-восточной части Северной Америки. Многие модели Godin оснащаются пьезо-и MIDI-звукоснимателями. В среде музыкантов бренд Godin зарекомендовал себя, как высококачественный, надёжный продукт. Большинство гитар Godin обладают формами, более склонными к «традиционным» — их описывают, как некий гибрид форм Gibson Les Paul и Fender Telecaster.  
Гитары Godin завоевали несколько престижных наград, включая награду престижного журнала Guitar Player за модели LG, Exit 22 и Freeway Classic.

## Производимые гитары

### Performance Series
- Radiator — гитара с уникальным дизайном, пикгардом по всему корпусу и оснащённой сингловыми звукоснимателями Godin.
- SD — по дизайну его характеризуют, как смесь Fender Telecaster и Gibson Les Paul. Эта модель оснащается пикгардом, болченым грифом и «стратовской» конфигурацией сингловых звукоснимателей, иногда — с хамбакером в бридже и длиной мензуры, как у Gibson Les Paul (24.75"). Её звук можно охарактеризовать, как звук, максимально схожий со звуком Les Paul или SG при максимально «стратоподобном» внешнем виде.
- Redline — гитара формы Superstrat с одним активным звукоснимателем EMG без потенциометров Tone. Модель была представлена в 2007 году.
- Exit 22 — модель идентичная SD по конфигурации звукоснимателей и длине мензуры, но с фиксированным бриджем и корпусом из махагони. Модель не оснащается пикгардом и имеет модификации с грифом, выполненным целиком из клёна или кленовым грифом с накладкой из палисандра.
- Freeway Series — гитары формы Superstrat с такими опциями, как MIDI- и пьезо-звукоснимателями, локовыми и обычными тремоло и кленовой отделкой. Модель доступна в модификациях со звукоснимателями EMG-81 и тремоло-системой Floyd Rose. Линейка гитар Freeway расширилась в 2005 году с появлением моделей Freeway SA и Freeway Floyd. Модель Freeway Floyd больше не выпускается.
- LG — оснащается фиксированным бриджем, цельнодеревянным корпусом из махагони и звукоснимателями P-90. Модель также доступна с кленовым топом, начиная с 2008 года.
- xtSA — цельнодеревянные электрогитары с пьезо- и MIDI-звукоснимателями.
- Freeway Bass — бас-гитары, доступные в четырёх и пятиструнных конфигурациях с активной или пассивной электроникой.
- Triumph — электрогитара с одним вырезом. Комплектуется тремя синглами Godin и кленовым грифом. Существуют модели с кленовой декой или декой из махагони.
- Velocity — модель формы Superstrat с технологией Godin High-Definition Revoicer, позволяющей переходить от активных звукоснимателей к пассивным с помощью нажатия одной кнопки.
- Progression — гитара формы Superstrat с кленовым корпусом и кленовой или палисандровой накладкой. Оснащается тремя синглами GS-2 и технологией Godin High-Definition Revoicer.

### Signature Series
- Godin Summit CT — гитара с одним вырезом, кленовым топом и длиной мензуры 24 3/4". Тремоло отсутствует, вместо него гитара разработана по технологии «струны сквозь корпус». Оснащается двумя хамбакерами Seymour Duncan и технологией Godin High-Definition Revoicer.
- LGXSA/LGXT — гитара, идентичная LG но с пьезо- и MIDI-звукоснимателями.
- Montreal — полуакустическая гитара с опциональными пьезодатчиками. Предназначена для игры в «нетяжёлых» стилях — джаз, блюз и.т.д. Представлена в 2004 году.
- Multiac Jazz — базируется на гитарах серии Multiac, но оснащается мини-хамбакером в неке и кленовым топом для теплого звука электрогитары.

### Passion Series
• RG-4 – имеет корпус из красного кедра и верх из болотного ясеня. Эргономичный и лёгкий корпус содержит пять настроенных и синхронизированных резонансных камер, которые взаимосвязаны внутри корпуса, что обеспечивает оптимальное движение воздуха и исключительный резонанс. Звукосниматели Seymour Duncan Quarter-Pound PJ обеспечивают насыщенное звучание с большим количеством баса.
• RG-3 – шестиструнная электрогитара. При её разработке были использованы идеи сложных акустических гитар в формате электрогитар в стиле Strat. В результате для инструмента применяют древесину, которая чаще используется в акустических гитарах: красный кедр с красным деревом или ель ситхинская с клёна flame. 52

## Гитары, снятые с производства
- LG Signature
- LGT
- Flat Five
- Flat Five X
- Artisan Series (ST1, ST2, ST3, ST4, ST5, ST6, ST Signature, TC1, TC2, TC3, TC Signature)
- G-Series (G1000, G2000, G3000, G4000, G5000, G Tour)
- Detour
- Solidac